# Concepcion (Tarlac)
Concepcion é um município de  primeira classe de renda municipal (d) na província Tarlac, nas Filipinas. De acordo com o censo de 1 de maio  de  2020 possui uma população de 169 953 pessoas e 38 117 domicílios.